# UFC 25
UFC 25: Ultimate Japan 3（ユーエフシー・トゥエンティファイブ：アルティメット・ジャパン・スリー）は、アメリカ合衆国の総合格闘技団体「UFC」の大会の一つ。2000年4月14日、東京都渋谷区の国立代々木競技場第二体育館で開催された。

## 大会概要
メインイベントではフランク・シャムロックのUFC撤退に伴い空位となったUFC世界ミドル級王座決定戦が行われ、ティト・オーティズがヴァンダレイ・シウバを降し、第2代UFC世界ミドル級（後のライトヘビー級）王者となった。
ムリーロ・ブスタマンチがUFCに初出場した。

## 試合結果

### プレリミナリィカード
第1試合 ライト級 5分3R
○  ラバーン・クラーク vs.  大石幸史 ×
3R終了 判定2-0
第2試合 ミドル級 5分3R
○  美濃輪育久 vs.  ジョー・スリック ×
3R 2:02 TKO（レフェリーストップ：カット）

### メインカード
第3試合 ヘビー級 5分3R
○  ロン・ウォーターマン vs.  本間聡 ×
3R終了 判定3-0
第4試合 ミドル級 5分3R
○  菊田早苗 vs.  ユージーン・ジャクソン ×
1R 4:38 腕ひしぎ十字固め
第5試合 ミドル級 5分3R
○  ムリーロ・ブスタマンチ vs.  安生洋二 ×
2R 0:31 肩固め
第6試合 UFC世界ミドル級王座決定戦 5分5R
○  ティト・オーティズ vs.  ヴァンダレイ・シウバ ×
5R終了 判定3-0
※オーティズが王座獲得に成功